# ロナルド・マレー
ロナルド・マレー(Ronald Murray、 1979年7月29日-)はアメリカ合衆国ペンシルベニア州フィラデルフィア出身の元バスケットボール選手。身長191cm。体重89kg。ポジションはガード。ショー大学出身。背番号6。"Flip"の愛称で知られる。（本人曰く、少年時代体操をしていた頃に、よく宙返りをしていたことに由来するとのこと）。

## 大学時代
ショー大学では2年間プレー。通算成績は平均23得点、6.0リバウンド、5.6アシスト。CIAA(Central Intercollegiate Athletic Association)屈指の名選手として活躍したが、ディビジョンII に所属していたためNBAからの目はあまり届いていなかった。

## NBA
2002年のNBAドラフトにアーリーエントリー。2順目42位指名をミルウォーキー・バックスから受けてNBA入りを果たすが、バックスでは12試合の出場に終わり平均1.9得点。シーズン途中にシアトル・スーパーソニックスに移籍するが、わずか2試合のみの出場にとどまり、NBAへの生き残りが危ぶまれた。
だが、2003-04シーズン、チームの中心選手だったシューターのレイ・アレンが故障で開幕から26試合を欠場する中、層の薄いガード陣の中でチャンスを掴み躍進。日本で行われた開幕戦（対ロサンゼルス・クリッパーズ)で初の先発出場を果たした。その後、開幕11試合中10試合において20得点以上を挙げる活躍で得点力の高さを見せ、最終的にはシーズン全82試合に出場（うち18試合に先発出場）、平均12.4得点、2.5リバウンド、2.5アシストの成績を残した。
また、このシーズンのルーキーチャレンジに2年目チーム（ソフォモア）のメンバーとして選ばれ、25得点、10アシストの活躍を見せている。（※ソフォモアが114-108で勝利。MVPはアマーレ・スタウダマイアー）
3年目の2004-05シーズンは、怪我のため49試合の出場にとどまったものの、チームはプレーオフに進出。マレー自身も始めてプレーオフ出場を果たす。
4年目の2005-06シーズン途中に、得点力を買われてクリーブランド・キャバリアーズへ移籍。ここでも主力のラリー・ヒューズが故障していたためスターターに抜擢される。移籍後28試合で平均13.5得点、2.4リバウンド、2.8アシストを記録。ほぼ全てのカテゴリにおいてキャリアハイの数字を挙げる活躍で、キャブスのプレーオフ出場に貢献した。プレーオフでもスターターとして起用された。チームはカンファレンスセミファイナルでピストンズに敗れた。
2006-07シーズン前にピストンズに移籍。チャンシー・ビラップス、リチャード・ハミルトンの控えとして平均6.7得点2.7アシストを記録した。ビラップスやハミルトンの欠場時にはスターターとしても起用された（12試合をPGのビラップス、6試合をSGのハミルトンの代役として）。プレーオフではカンファレンスファイナルで古巣のキャブスに敗れている。
2007-08シーズン中にピストンズより解雇され、その後インディアナ・ペイサーズと契約した。
2008-09シーズンをアトランタ・ホークスでプレーした後、2009-10シーズン開幕からはシャーロット・ボブキャッツでプレーし、シーズン途中にシカゴ・ブルズにトレード移籍しプレー。その後はDリーグや海外リーグでプレーし、現在は引退状態になっている。　

## プレースタイル
ドライブインを多用するタイプ。アウトサイドシュートの成功率はさほど高くないが、時折勝負どころで大事なショットを決める。キャリアハイは31得点。2003-04シーズン（ソニックス）と2009-10シーズン（ボブキャッツ）に1度ずつ記録している。